# Бенешть (Димбовіца)
Бенешть, Бенешті (рум. Bănești) — село у повіті Димбовіца в Румунії. Адміністративний центр комуни Селчоара.
Село розташоване на відстані 52 км на північний захід від Бухареста, 22 км на південний схід від Тирговіште, 146 км на схід від Крайови, 102 км на південь від Брашова.

## Населення
За даними перепису населення 2002 року у селі проживали 304 особи, з них 303 особи (99,7%) румунів. Рідною мовою 303 особи (99,7%) назвали румунську.